# Sander Burger
Sander Burger, né en 1975 en Côte d'Ivoire, est un réalisateur néerlandais.

## Filmographie
- 2003 : Ons Waterloo
- 2004 : Koen!
- 2006 : Oliver etc (nl)
- 2007 : The Panman: Rhythm of the Palms (en)
- 2008 : Roes (série télévisée)
- 2010 : Hunting & Zn.
- 2012 : Wil (court métrage)
- 2013 : Een tweede kans
- 2014 : Geraakt
- 2015 : Alice Cares (en)
- 2015 : Mijn zoon is Jihadist
- 2017 : Off Track (nl)
- 2017 : Stand up and walk
- 2018 : Ga Niet Naar Zee
- 2018 : Scenario's voor een normaal leven
- 2021 : The Judgment (De veroordeling)